# Libytheinae
Libytheinae es una subfamilia de lepidópteros ditrisios  de la familia Nymphalidae. Incluye pocas especies caracterizadas por su pobre colorido y grandes palpos labiales que se asemejan a trompas.
En Argentina se encuentra la especie Libytheana carinenta (mariposa Pinocho), que es migratoria. En su fase larval se alimenta de hojas de tala (Celtis tala, una especie de árbol). Las orugas son verdes y con poco vello.

## Clasificación
Libytheinae es una subfamilia de Nymphalidae:
- Familia Nymphalidae Rafinesque, 1815
  - Subfamilia Libytheinae Boisduval, 1833

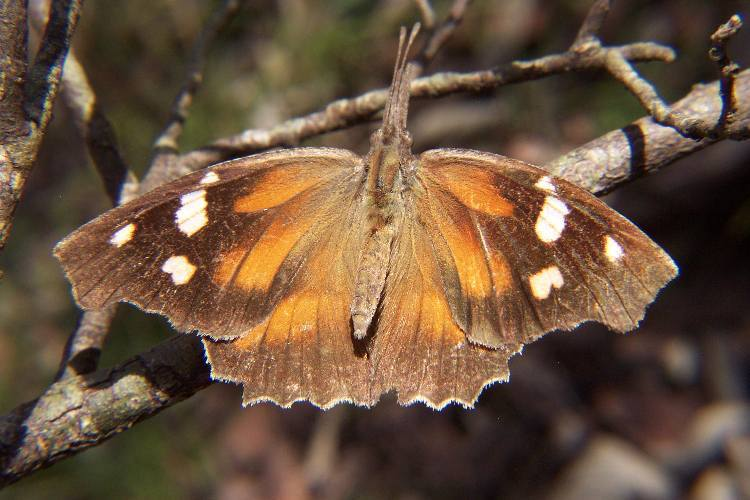
Libytheana carinenta, vista dorsal.

    - Libythea Fabricius, 1807
    - Libytheana Michener, 1943